# Psalm 62
Psalm 62 – trzynastowersetowy psalm, znajdujący się w biblijnej Księdze Psalmów. W Septuagincie psalm ten nosi numer 61.

## Charakterystyka
Autorem psalmu jest Dawid. Psalm jest przeznaczony do grania przez Jedutuna, który był lewitą, sprawował za czasów Dawida nadzór nad instrumentami muzycznymi i wraz z Asafem i Hemanem wykonywał utwory muzyczne. Psalmista pisze, że jedyną nadzieję należy zachować w Bogu. Na początku psalmu opisuje swoją sytuację oraz przeciwników, którzy są pełni zakłamania, przez co sytuacja podmiotu lirycznego wydaje się być beznadziejna. Jednakże nieprzyjaciele ci są bezsilni w swych poczynaniach, ponieważ psalmista zaufał Jahwe.